# 1941 no teatro

## Eventos
- 14 de julho - Ingmar Bergman escreve a peça de teatro Morte de Kasper.
- Lurdes Norberto, atriz portuguesa, estreia-se no Teatro Nacional D. Maria II apenas com 9 anos de idade.

## Nascimentos
| Data           | Nome                | Profissão                                    | Nacionalidade  | Observações | Ref |
| -------------- | ------------------- | -------------------------------------------- | -------------- | ----------- | --- |
| 8 de fevereiro | Nick Nolte          | ator                                         | Estados Unidos |             |     |
| 5 de abril     | Michael Moriarty    | ator e músico                                | Estados Unidos |             |     |
| 23 de abril    | Helder Freire Costa | produtor e empresário de teatro              | Portugal       |             |     |
| 12 de julho    | John Lahr           | crítico de teatro                            | Estados Unidos |             |     |
| 19 de julho    | Oscar Araripe       | crítico de teatro do jornal Correio da Manhã | Brasil         |             |     |
| 6 de novembro  | Mário Cláudio       | escritor (ficção, poesia, teatro e ensaio)   | Portugal       |             |     |
| ?              | Celso Nunes         | diretor de teatro                            | Brasil         |             |     |

## Mortes
| Data | Nome | Profissão | Nacionalidade | Observações | Ref |
| ---- | ---- | --------- | ------------- | ----------- | --- |